# Меммий Эмилий Тригетий
Меммий Эмилий Тригетий (лат. Memmius Aemilius Trygetius) — политический деятель раннего Средневековья (V век) при короле Одоакре.

## Биография
Возможно, сын городского или преторианского префекта Тригетия.
Его имя известно лишь по надписи на предназначавшемся ему сидении в амфитеатре Флавиев. Согласно надписи, он был префектом Рима.
После падения Западной Римской империи у целого ряда префектов города Рима невозможно определить точную дату пребывания в должности, известно лишь, что они были префектами до 483 года, одним из них был и Меммий Эмилий Тригетий.
Возможно идентичен Тригетию, который построил базилику Михаила Архангела и Св. Марка (епископ Аретузы).